# Roberto Kriete
Roberto José Kriete Ávila (* 1952 oder 1953 in San Salvador) ist ein salvadorianisch-kolumbianischer Unternehmer. Er ist Vorsitzender der Kingsland Holdings (Bahamas), das größter Minderheitsaktionär der Avianca Holdings ist, sowie Präsident der familieneigenen Grupo Kriete. Am 24. Mai 2019 wurde Kriete von der US-amerikanischen Fluggesellschaft United Airlines, aufgrund bestimmter Rechte die diese in ihrer Beziehung zu BRW Aviation als 78,1 Prozent Mehrheitsaktionär von Avianca ausübt, zum Vorsitzenden des Verwaltungsrats der kolumbianischen Fluggesellschaft Avianca ernannt, mit der Anweisung, den CEO und das Direktorium neu zu bestimmen.

## Leben

### Herkunft und Familie
Roberto José Kriete Ávila entstammt einer reichen salvadorianischen Familie. Zusammen mit seinem Verwandten Ricardo Poma ist er der einzige Salvadorianer, der laut der Zeitschrift Forbes, auf der Liste der Reichen in Mittelamerika steht. Das Familienvermögen begann mit seinem deutschstämmigen Großvater Ricardo Kriete, der aus San Francisco nach San Salvador gekommen war und eine mittelamerikanische einheimische Kaffee-Erbin aus Usulután heiratete. Nach dem Engagement in der Agroindustrie begann 1961 die Familie das Abenteuer in der Luftfahrtindustrie. Krietes Vater kaufte von einem Neuseeländer 30 Prozent der Anteile an Transportes Aéreos de Centro América (TACA) und gab die Leitung des Unternehmens an seinen Sohn, der durch die Einbeziehung der Familie die Beteiligung an TACA seit 1980 auf 98 Prozent erweitert hat.

### Ausbildung und Karriere
Er erwarb einen MBA am Boston College und einen Bachelor-Abschluss an der Santa Clara University. Ab dieser Zeit begann er, Beziehungen zu Fluggesellschaft United Airlines aufzubauen, kehrte jedoch nach El Salvador zurück, wo er im Laufe der Jahre zum reichsten Geschäftsmann wurde. In seiner bisherigen Karriere war er stellvertretender Direktor bei Real InterContinental San Salvador, Vorsitzender der Compania de Inversiones del Grupo Kriete und Vorsitzender und CEO der TACA Holdings. Kriete war von Februar 2010 bis August 2013 im Vorstand der Avianca Holdings, Sekretär und Direktor der Banco Agricola Comercial de El Salvador S.A., Vorsitzender der Fundación Coatepeque de El Salvador und an der Spitze von zwölf weiteren verschiedenen Unternehmen.
Er ist Mitglied des Board of Directors des mexikanischen Telekommunikationsunternehmens Telmex. Er ist Mitglied des Verwaltungsrates von AGAPE und Mitglied des Verwaltungsrates von Aveos Fleet Performance Inc. Er war Mitglied des Verwaltungsrates der Banco Agrícola El Salvador. Er war Gründer und auch Vorstandsmitglied der Billigfluggesellschaft Volaris in Mexiko. Er hat eine Offiziersmedaille der Ehrenlegion der französischen Regierung und den Ehrenpreis 2007 des Thinktanks Fundación Salvadoreña para el Desarrollo Económico y Social (FUSADES) erhalten.

### Privates
Roberto Kriete ist mit Celina Sol de Kriete verheiratet und sie haben zwei Söhne.